# Спектер, Майкл
Ма́йкл Спе́ктер (англ. Michael Specter; род. 1955) — американский журналист, бывший корреспондент и директор нью-йоркского бюро The Washington Post, корреспондент The New York Times в Москве (1994—1998). С 1998 года работает в журнале The New Yorker, где освещает темы науки, технологий и здравоохранения.

## Биография
Родился в 1955 году в Хартфорде (штат Коннектикут) в семье Ховарда и Айлин Спектер. В 1977 году окончил Вассарский колледж. В 1985 году пришёл в The Washington Post, где сначала освещал нью-йоркские новости, а затем стал научным корреспондентом и директором нью-йоркского бюро газеты. В 1991 году перешёл на работу в The New York Times. В 1994 году был назначен корреспондентом газеты в Москве. В 1995 году стал содиректором московского бюро The New York Times. Освещал Первую чеченскую войну, президентские выборы 1996 года, кризис российского здравоохранения и др. темы. В начале 1998 года стал корреспондентом The New York Times в Риме, где освещал самые разные темы: демографический кризис в Европе, Микеланджело и эпидемию СПИДА в Африке.
В сентябре 1998 года перешёл на работу в журнал The New Yorker, где писал на такие темы, как глобальная эпидемия СПИДА, птичий грипп, малярия, синтетическая биология, генетически модифицированная пища, медицинская генетика, истощение ресурсов питьевой воды. В 2009 году выпустил книгу Denialism: How Irrational Thinking Hinders Scientific Progress, Harms the Planet, and Threatens Our Lives («Дениализм: как иррациональное мышление препятствует научному прогрессу, разрушает нашу планету и угрожает нашим жизням»). Выступил автором биографических очерков о многих известных людях: Лэнсе Армстронге, Ричарде Брэнсоне, Питере Сингере, Пи Дидди, Маноло Бланике, Лэрри Крамере и основательницы PETA Ингрид Ньюкирк.

## Награды и премии
В 2002 году получил от Американской ассоциации содействия развитию науки «Премию научного журнализма». Дважды становился лауреатом присуждаемой Глобальным советом по здравоохранению премии «За достижения в области медиа»: в 2001 году, за статью о проблеме СПИДА в Индии «Индийская чума» (India’s Plague), и в 2004 году — за статью «Опустошение» (The Devastation), посвящённую проблемам СПИДА и демографического кризиса в России. В 2009 году за свою книгу о дениализме получил премию «За критическое мышление» от Комитета скептического поиска. Эта премия ежегодно присуждается автору опубликованной работы с наилучшими примерами здорового скептицизма, логического анализа или эмпирической науки.

## Личная жизнь
В 1988 году женился на Алессандре Стэнли, вашингтонском корреспонденте журнала Time (ныне телевизионном критике The New York Times). Имеет от этого брака дочь Эмму. Брак окончился разводом.

## Избранная библиография
- Specter, Michael. Grozny Journal: Krishnas Cast Bread on Roiling Waters in Russia (англ.) // The New York Times. — December 12, 1995.
- Specter, Michael (17 декабря 2001), India's plague, The New Yorker, vol. 77, no. 40, pp. 74–86, Архивировано 14 декабря 2006
- Specter, Michael (3 февраля 2003), The vaccine, The New Yorker, vol. 78, no. 45, pp. 54–65, Архивировано 12 декабря 2006
- Specter, Michael. Letter from India: A Deadly Misdiagnosis (англ.) // The New Yorker : magazine. — Condé Nast, 2010. — 15 November (vol. 86, no. 36).